# Cristopher Angulo
Cristopher Angulo (n. Guayaquil, Guayas, Ecuador; 9 de octubre de 2000) es un futbolista ecuatoriano. Juega de centrocampista y su equipo actual es Técnico Universitario de la Serie A de Ecuador.

## Trayectoria
Empezó su carrera futbolística en el equipo sanqolquileño en el año 2017, se formó e hizo las formativas en su ciudad natal, la sub-14, la sub-16, la sub-18 en 2016. Tuvo un paso por el Real Fortaleza Fútbol Club de la Segunda Categoría de Guayas, en la sub-20 y luego en el traspasado al Independiente del Valle.
Con Independiente estuvo en el equipo de reserva, luego fue cedido a préstamo al Independiente Juniors, equipo filial de los rayados del valle donde poco a poco fue ganando un lugar en el equipo titular, con el nuevo proyecto de Independiente logró pelear el ascenso en la temporada 2019, fue ratificado para jugar en la Serie B para el 2020.
Bajo el mando de Juan Carlos León tuvo su debut en el primer equipo en la Serie B del fútbol ecuatoriano el 6 de abril de 2019, en el partido de la fecha 5 de la torneo 2019 ante Liga de Portoviejo, entró al cambio aquel partido por Johao Chávez al minuto 78, al final terminó en victoria de la capira por 0-1. Marcó su primer gol en la Serie B el 29 de septiembre de 2019 en la fecha 29, convirtió el segundo gol con el que el Juniors venció a Clan Juvenil como local por 2-0.
En la temporada 2019 también tuvo una actuación importante en la participación de Independiente Juniors en la Copa Ecuador donde llegó hasta la instancia de cuartos de final.

## Estadísticas

### Clubes
Actualizado al último partido disputado el 10 de abril de 2025.
| Club                              | Div.          | Temporada     | Liga  | Liga  | Copas nacionales | Copas nacionales | Copas internacionales | Copas internacionales | Total | Total |
| Club                              | Div.          | Temporada     | Part. | Goles | Part.            | Goles            | Part.                 | Goles                 | Part. | Goles |
| --------------------------------- | ------------- | ------------- | ----- | ----- | ---------------- | ---------------- | --------------------- | --------------------- | ----- | ----- |
| Real Fortaleza · Ecuador          | 3.ª           | 2017          | 0     | 0     | Inexistentes     | Inexistentes     | Inexistentes          | Inexistentes          | 0     | 0     |
| Real Fortaleza · Ecuador          | Total club    | Total club    | 0     | 0     | 0                | 0                | 0                     | 0                     | 0     | 0     |
| Independiente Juniors · Ecuador   | 2.ª           | 2019          | 23    | 2     | 5                | 0                | Inexistentes          | Inexistentes          | 28    | 2     |
| Independiente Juniors · Ecuador   | 2.ª           | 2020          | 18    | 1     | 0                | 0                | Inexistentes          | Inexistentes          | 18    | 1     |
| Independiente Juniors · Ecuador   | 2.ª           | 2021          | 9     | 2     | 0                | 0                | Inexistentes          | Inexistentes          | 9     | 2     |
| Independiente del Valle · Ecuador | 1.ª           | 2022          | 7     | 0     | 0                | 0                | 2                     | 0                     | 9     | 0     |
| Independiente del Valle · Ecuador | Total club    | Total club    | 7     | 0     | 0                | 0                | 2                     | 0                     | 9     | 0     |
| Independiente Juniors · Ecuador   | 2.ª           | 2023          | 15    | 0     | 0                | 0                | Inexistentes          | Inexistentes          | 15    | 0     |
| Independiente Juniors · Ecuador   | Total club    | Total club    | 65    | 5     | 5                | 0                | 0                     | 0                     | 70    | 5     |
| Macará · Ecuador                  | 1.ª           | 2022          | 13    | 1     | —                | —                | Inexistentes          | Inexistentes          | 13    | 1     |
| Macará · Ecuador                  | 2.ª           | 2023          | 12    | 1     | —                | —                | Inexistentes          | Inexistentes          | 12    | 1     |
| Macará · Ecuador                  | 1.ª           | 2024          | 11    | 0     | 0                | 0                | —                     | —                     | 11    | 0     |
| Macará · Ecuador                  | Total club    | Total club    | 36    | 2     | 0                | 0                | 0                     | 0                     | 36    | 2     |
| Manta F. C. · Ecuador             | 2.ª           | 2024          | 14    | 1     | 1                | 0                | Inexistentes          | Inexistentes          | 15    | 1     |
| Manta F. C. · Ecuador             | Total club    | Total club    | 14    | 1     | 1                | 0                | 0                     | 0                     | 15    | 1     |
| Técnico Universitario · Ecuador   | 1.ª           | 2025          | 8     | 0     | 0                | 0                | Inexistentes          | Inexistentes          | 8     | 0     |
| Técnico Universitario · Ecuador   | Total club    | Total club    | 8     | 0     | 0                | 0                | 0                     | 0                     | 8     | 0     |
| Total carrera                     | Total carrera | Total carrera | 130   | 8     | 6                | 0                | 2                     | 0                     | 138   | 8     |
| 1. 2.                             |               |               |       |       |                  |                  |                       |                       |       |       |

## Palmarés

### Campeonatos nacionales
| Título             | Club                    | País    | Año  |
| ------------------ | ----------------------- | ------- | ---- |
| Serie A de Ecuador | Independiente del Valle | Ecuador | 2021 |
| Serie B de Ecuador | Macará                  | Ecuador | 2023 |